# Manal
Manal é um dos grupos fundadores do rock argentino, junto a Los Gatos e Almendra, considerado como o precursor do blues em castellano.

## Discografia
- Qué pena me das (single), 1968
- No pibe (single), 1969
- Manal, 1970
- El león, 1971
- Manal, 1972
- Manal, 1973
- En Obras, 1981
- Reunión, 1981
- Manal en vivo, 1993
- En vivo en el Roxy, 1995